# Xavier Alexander
Xavier Alexander (Forest Park, 19 ottobre 1988) è un cestista statunitense, professionista nella NBDL e in Europa.